# Fantasea
Fantasea — дебютный микстейп американской хип-хоп-исполнительницы Азилии Бэнкс, выпущенный 11 июля 2012 года.

## Релиз
Впервые информацию об альбоме Бэнкс разместила в социальной сети Twitter в мае 2012 года. Изначально он назывался Fantastic, но ещё в конце мая артистка сменила название на Fantasea. Обложку альбома Бэнкс представила в своём Instagram в июле, а также поделилась, что микстейп будет включать в себя 18 треков, в числе которых 3 ремикса.
Также Азилия рассказала, что этот альбом получился «случайно» и что это своего рода эксперимент, созданный вместе с близкими друзьями.

## Промоушн
11 мая 2012 года Бэнкс разместила трек «Jumanji» в интернете для бесплатной цифровой загрузки. Через месяц, 13 июня, в сети появился второй трек с альбома — «Aquababe». Последней публикацией перед выпуском всего микстейпа стал третий трек «Nathan», выпущенный 30 июня.
Для треков «Luxury» и «Atlantis» Азилия сняла музыкальные видео, которые были опубликованы осенью 2012 года.
Официальных синглов с микстейпа так и не было выпущено. Изначально Азилия планировала сделать синглом песню «Esta Noche», однако продюсер трека, Munchi, отказался давать разрешение на выпуск песни..

## Отзывы критиков
Альбом получил множество положительных отзывов от музыкальных критиков. В издании The Guardian заявили, что микстейп показывает «насколько исполнительница полна идей» и дали альбому четыре звезды из пяти возможных. В журнале Spin оценили альбом на 8 из 10, а также назвали его «мегаэнергичным».

## Список композиций
| №   | Название                      | Длительность |
| --- | ----------------------------- | ------------ |
| 1.  | «Out of Space»                | 2:34         |
| 2.  | «Neptune» (featuring Shystie) | 3:57         |
| 3.  | «Atlantis»                    | 2:29         |
| 4.  | «Fantasea»                    | 4:29         |
| 5.  | «Fuck Up the Fun»             | 2:25         |
| 6.  | «Ima Read»                    | 1:02         |
| 7.  | «Fierce»                      | 3:14         |
| 8.  | «Chips»                       | 3:48         |
| 9.  | «Nathan» (featuring Styles P) | 3:24         |
| 10. | «L8R»                         | 2:42         |
| 11. | «Jumanji»                     | 2:55         |
| 12. | «Aquababe»                    | 3:45         |
| 13. | «Runnin'»                     | 3:30         |
| 14. | «Us»                          | 2:46         |
| 15. | «Paradiso»                    | 0:49         |
| 16. | «Luxury»                      | 2:45         |
| 17. | «Azealia (Skit)»              | 1:03         |
| 18. | «Esta Noche»                  | 3:14         |
| 19. | «Salute»                      | 1:27         |

| №   | Название      | Длительность |
| --- | ------------- | ------------ |
| 18. | «No Problems» | 4:14         |